# United States Basketball League
L'United States Basketball League est une ligue professionnelle américaine de basket-ball ayant la particularité d'être une ligue d'été. Elle existe depuis 1985 mais n'a pas été disputée en 1989. Elle adopte le principe d'équipes franchisées, mais accepte la mixité, concept repris ensuite par la American Basketball Association 2000. Son président (comissionneer) est depuis 1985 Earl Monroe.

## Équipes

### Été 2007
- Patroons d'Albany[2]
- Kings de Brooklyn
- Legend de Dodge City
- Steelheads de Gary[3]
- PrimeTime de Long Island
- Cagerz du Kansas
- Storm d'Oklahoma

La saison 2007 avait débuté avec 10 équipes réparties en 2 groupes, mais en raison de la disparition des Meteors du New Jersey, des Stars du Delaware et des Wildcats de Jackson (en plus de celle, avant saison du PrimeTime de Long Island), une seule poule a été instaurée à mi-saison.

## Palmarès
- 1985 : Fame de Springfield
- 1986 : Flash de Tampa Bay
- 1987 : Tropics de Miami
- 1988 : Skyhawks de New Haven
- 1989 : saison non disputée
- 1990 : Hooters de Jacksonville
- 1991 : Spirit de Philadelphie
- 1992 : Tropics de Miami
- 1993 : Tropics de Miami
- 1994 : Hooters de Jacksonville
- 1995 : Sharks de la Floride
- 1996 : Sharks de la Floride
- 1997 : Seagulls d'Atlantic City
- 1998 : Seagulls d'Atlantic City
- 1999 : Seagulls d'Atlantic City
- 2000 : Legend de Dodge City
- 2001 : ValleyDawgs de la Pennsylvanie
- 2002 : Storm de l'Oklahoma
- 2003 : Legend de Dodge City
- 2004 : ValleyDawgs de la Pennsylvanie
- 2005 : Legend de Dodge City
- 2006 : Cranes du Nebraska
- 2007 : Cagerz du Kansas

## Joueurs célèbres ou ayant marqué la ligue
- Darrell Armstrong (Trojans d'Atlanta)
- Muggsy Bogues (Gulls du Rhode Island)
- Manute Bol (Gulls du Rhode Island)
- Devin Brown (Cagerz du Kansas)
- Tunji Femi Awojobi (Shorecast du New Jersey et Valleydowgs de la Pennsylvanie)
- Avery Johnson (Stingrays de Palm Beach)
- Nancy Lieberman (Fame de Springfield)
- Anthony Mason (Surf de Long Island)
- Cheryl Miller (Stallions de Staten Island)
- Micheal Ray Richardson (Knights de Long Island)
- Spud Webb (Gulls du Rhode Island)